# Гангеблов Семен Єгорович
Гангеблов Семен Єгорович (Георгійович) (нар. 24 травня (4 червня) 1751, Москва — 17 лютого (1 березня) 1827, Богодарівка, Верхньодніпровський повіт, Катеринославська губернія) — російський військовик грузинського походження, генерал. Батько декабриста Олександра Гангеблова.
Нащадок грузинських дворян Гангеблідзе, що вступили на військову службу 1739 року з переселенням до Російської імперії.

## Жіттєпис
1 січня 1771 року вступив капралом у Чорний гусарський полк.
1777 переведено кадетом до Молдавського полку (пізніше перейменованого на Херсонський легкокінний).
З 5 січня 1779 (25 грудня 1778) — прапорщик, З 1783 — поручик, З кінця 1788 — капітан Орловського піхотного полку.
На Російсько-турецькій війні 1787—1791 відзначився під час штурму Очакова (за що удостоєний особливої золотої нагороди) та Гаджибейського замку, дістав поранення.
1790 перебував у десанті на Чорноморському флоті.
1792 — в російському війську, спрямованому імператрицею Катериною II проти Речі Посполитої.
1793 став секунд-майором.
1794 брав участь у придушенні повстання, керованого Т.Косцюшком, командував батальйоном.
По тому номінований прем'єр-майором, 1795 — підполковником.
1798 — полковник, од 1799 — генерал-майор, шеф єгерського полку, діяв під орудою Олександра Суворова в закордонному поході.
1803 відряджений зі своєю частиною на Кубань, 1807 — до Криму.
Під час російсько-турецької війни 1806—1812 був поранений.
1810 невдало провів десантування в ході нападу севастопольської ескадри на Трабзон, стратегічний пункт південно-східного узбережжя Чорного моря.
З початком Франко-російської війни 1812 прилучений до Дунайської армії, очолюваної П. Чичаговим. Активний учасник подальших антинаполеонівських походів.
21 травня (9 травня за старим стилем) 1813 зазнав тяжкої контузії в Бауценській битві.
1818 на власне прохання був звільнений від служби (зі збереженням мундиру та пансіоном повної платні).
До кінця життя мешкав у маєтку Богодарівка, Верхньодніпровський повіт, Катеринославська губернія.
17 лютого (1 березня) 1827 помер. Похований в ограді Троїцької церкви Богодарівки, могила не збереглася.

## Родина
Буд одружений з Катериною Спиродонівною Манвеловою з відомого роду князів Манвелових. У шлюбі мав 6 дітей, серед яких син Олександр — декабрист та автор визначних мемуарів.

## Відзнаки
Кавалер:
- Орден Святого Володимира 3-го ступеня (1807);
- Ордена Святої Ганни 1-го ступеня (1809);
- Ордена Святого Георгія 4-го ступеня (1813).